# Josep Deulofeu i Poch
Josep Deulofeu i Poch (Figueres, 1879 - Barcelona, 1957) fou un farmacèutic i metge català, professor de la Facultat de Farmàcia.
Nascut en el sí d'una família de farmacèutics, es formà a l'Institut de Figueres i es llicencià en farmàcia a la Universitat de Barcelona amb premi extraordinari. Es doctorà el 1902 a Madrid amb una tesi sobre les condicions físic-farmacèutiques del glicerofosfat càlcic. De retorn a Barcelona obtingué la llicenciatura de medicina. Aquest mateix any guanyà per oposició la càtedra de Química Inorgànica de la Facultat de Farmàcia de Santiago de Compostel·la.
El curs 1905-06 fou pensionat per ampliar estudis a París a l'Institut Pasteur i a altres institucions franceses i belgues. De retorn a Santiago publicà Consideraciones acerca de la enseñanza de las ciencias experimentales y muy en particular de la Bacteriología, on aplegà les experiències d'aquella estada d'estudis. Deulofeu subscriu les tesis de Pasteur contràries a la generació espontània.
El 1915 intensificà la seva recerca sobre una vacuna antiràbica. Investigacions que recolliria en una monografia publicada a Barcelona el 1925.
El 1924 es traslladà a la Universitat de Barcelona on fou catedràtic de Química Inorgànica a la Facultat de Farmàcia. A Catalunya desplegà una gran activitat de divulgació científica entre els metges i farmacèutics. Esdevingué degà de la seva facultat.
Durant la II República defensà la introducció del català a la Universitat però fou crític amb la forma que s'aplicava. Formà part del grup del professorat que s'oposava a la política del Patronat de la Universitat Autònoma de Barcelona. Defensava els posicionaments del Segon Congrés Universitari Català enfront de la política massa directiva de les reformes, a parer seu, del Patronat. Demanà l'excedència en acte de protesta per aquesta política universitària.
Contrari als Fets d'octubre que comportaren la suspensió l'Estatut de la Universitat, defensà, però, les virtuts del pla d'estudis de la Facultat de Farmàcia fruit de l'autonomia de que havia gaudit. On propugnà la normalització de les classes pràctiques com a element fonamental de l'aprenentatge a les facultats de farmàcia i la reforma i actualització de continguts.
A la postguerra, malgrat la seva actitud crítica vers l'obra del Patronat universitari, fou víctima de la dura repressió de la dictadura franquista sobre el professorat de les universitats. Va ser empresonat durant sis anys. El 1941 fou represaliat amb l'expulsió definitiva de la universitat.

## Publicacions
- Estudio químico-faramacéutico. Barcelona: Pedro Ortega, 1902
- Consideraciones acerca de la enseñanza de las ciencias esperimentales y muy en particular de la Bacteriologia. Santiago: Tipografía Galaica. 1906.
- Conseideraciones acerca del estado actual de nuestra enseñanza universitaria. Santiago: Universidad de Santiago, 1914.
- Investigaciones acerca de la vacunación antirrábica. Barcelona: Núñez i cia., 1025.
- A propòsit de la catalanització de la Universitat de Barcelona. Barcelona: Clarasó, 1932.
- La verdad acerca de la Universidad Autònoma de Barcelona. Barcelona: Castells, 1933.
- Organización docente establecida por esta Facultad de Farmacia durante el Patronato Universitario.. Barcelona: Castells, 1935